# Abrahams Brook
Abrahams Brook (do 21 lipca 1976 Abraham Brook) – strumień (brook) w kanadyjskiej prowincji Nowa Szkocja, w hrabstwie Halifax, płynący w kierunku zachodnim i uchodzący do zatoki Eastern Arm; nazwa Abraham Brook urzędowo zatwierdzona 14 października 1921.